# Economia dos Estados Unidos
A economia dos Estados Unidos é a maior economia do mundo, assim conhecida desde 1890. Atualmente, possui um produto interno bruto nominal (PIB) estimado em mais de US$ 27,36 trilhões em 2023, que equivale a 26.1% do PIB mundial.
Os Estados Unidos tem uma das economias mais desenvolvidas do mundo. O país tem acesso a abundantes recursos naturais, uma infraestrutura interna muito bem desenvolvida, altos níveis de produtividade e uma força de trabalho com bons índices de educação. A economia americana mantém um alto nível de produção e seu Produto Interno Bruto (PIB) per capita foi mais de $81 mil dólares, em 2023, a sétima melhor no mundo. Historicamente, a economia americana tem mantido uma taxa de crescimento do PIB estável, uma baixa taxa de desemprego e elevados níveis de pesquisa e de investimento financiados por capitais nacionais e, por causa da diminuição das taxas de poupança, cada vez mais pelos investidores estrangeiros. Em 2009, os gastos dos consumidores respondiam por 71% do PIB dos Estados Unidos. Desde 2011, a economia se mantém em recuperação após a recessão de 2007-08 e seus índices de crescimento e produtividade já superavam o período pré-crise. O país também é uma das civilizações mais desiguais da história.
Desde os anos 1970, a economia dos Estados Unidos tem absorvido poupanças a partir do resto do mundo, muito embora a participação do país na riqueza mundial tenha caído. O fenômeno é objeto de discussão entre os economistas. Assim como outros países desenvolvidos, os Estados Unidos enfrentam um baby boom retraído, o que já faz com que a população comece a retirar suas contas da Segurança Social, no entanto, a população Norte-Americana ainda é jovem e em crescimento, quando comparado a Europa ou Japão. A dívida pública dos Estados Unidos está em um excesso de US$ 13,5 trilhões e continua a crescer a uma taxa de cerca de 3,93 bilhões dólares por dia.
O mercado de trabalho norte-americano atrai imigrantes de todo o mundo e tem uma das taxas mais altas do mundo de migrações. Os Norte-Americanos têm o maior rendimento por hora trabalhada. Os Estados Unidos figuram em quinto lugar no Relatório de Competitividade Global do Fórum Econômico Mundial. O país tem o maior e mais influente mercado financeiro do mundo, casa de grandes e principais bolsas de valores e commodities como NASDAQ, NYSE, AMEX e CME.

## Setor primário

### Agricultura
A indústria agrícola norte americana é uma das maiores do mundo. As fazendas norte americanas produzem grandes quantidades de produtos vegetais, que são quase suficientes para atender à demanda nacional sendo o excesso exportado. Os Estados Unidos são um dos maiores exportadores de produtos agrícolas e segundo maiores produtores de laranjas e limões do mundo, perdendo apenas para o Brasil. A maior parte da produção nacional está concentrada na Flórida. A Califórnia é também grande produtora de frutas cítricas. O país também é o maior produtor mundial de milho, soja, amendoim, trigo e algodão. O milho e a soja são cultivados na tão chamada Corn Belt. O amendoim é cultivado no sul do país. O trigo é cultivado no centro-norte do país, em Kansas (maior produtor nacional), Dakota do Norte, Dakota do Sul, Montana e Oklahoma. O algodão, é cultivado atualmente no sul do país, mas foi por séculos o produto mais importante da economia dos Estados do sudeste norte americano. O país também é o maior exportador dos produtos mencionados acima. Os Estados Unidos também cultivam cana de açúcar no sul do país. Já o nordeste do país é grande produtor de frutas tais como maçãs, morangos e uvas.
O uso de cada vez mais modernas técnicas de cultivo e de maquinário agrícola cada vez mais avançados contribuiu para que os Estados Unidos alcançassem a posição de maior potência agro-pecuária do mundo. Porém, isto também causa problemas para a indústria agrícola - bem como também para a indústria pecuária. O uso de tais técnicas e equipamentos é caro - embora a longo prazo diminua os preços dos produtos produzidos. Fazendeiros que não possuem fundos suficientes para arcar com as despesas destas técnicas e equipamentos não conseguem vender seus produtos - por serem mais caros do que produtos produzidos através do uso de modernos equipamentos e técnicas - são forçados a vender sua terra e buscar emprego nas cidades. Em 1925, o número de fazendas no país era de 6,5 milhões. Atualmente, este número é de 2,2 milhões, e ainda está em diminuição. Cerca de 95% das fazendas norte americanas são de propriedade dos fazendeiros que nela cultivam, isto é, são fazendas mantidas por famílias. Os 5% restantes são propriedades de grandes empresas que trabalham no ramo de alimentos.

#### Produção da agricultura dos Estados Unidos em 2018
Em 2018, os Estados Unidos:
- Foram disparadamente o maior produtor mundial de milho (392 milhões de toneladas). O país é líder mundial da produção de milho a décadas e só recentemente a China, com 257,3 milhões de toneladas produzidas neste ano, vem se aproximando da produção norte-americana;
- Foram o maior produtor mundial de soja (123,6 milhões de toneladas), um posto que ocupou por muitos anos, mas recentemente, vem disputando com o Brasil a liderança mundial. O Brasil superou a produção de soja dos EUA em 2020;[22]
- Foram o 4º maior produtor mundial de trigo (51,2 milhões de toneladas), perdendo somente para China, Índia e Rússia;
- Foram o 3º maior produtor mundial de beterraba (30 milhões de toneladas), perdendo somente para Rússia e França (a beterraba serve para a fabricação de açúcar e etanol);
- Foram o 10º maior produtor mundial de cana-de-açúcar (31,3 milhões de toneladas) - A cana também é usada para a fabricação de açúcar e etanol;
- Foram o 5º maior produtor mundial de batata (20,6 milhões de toneladas), perdendo somente para China, Índia, Rússia e Ucrânia;
- Foram o 3º maior produtor mundial de tomate (12,6 milhões de toneladas), perdendo somente para China e Índia;
- Foram o 3º maior produtor mundial de algodão (11,4 milhões de toneladas), perdendo somente para China e Índia;
- Foram o 12º maior produtor mundial de arroz (10,1 milhões de toneladas);
- Foram o maior produtor mundial de sorgo (9,2 milhões de toneladas);
- Foram o 3º maior produtor mundial de uva (6,8 milhões de toneladas), perdendo somente para China e Itália;
- Foram o 4º maior produtor mundial de laranja (4,8 milhões de toneladas), perdendo somente para Brasil, China e Índia;
- Foram o 2º maior produtor mundial de maçã (4,6 milhões de toneladas), perdendo somente para a China;
- Foram o 3º maior produtor mundial de cebola (3,2 milhões de toneladas), perdendo somente para China e Índia;
- Foram o 3º maior produtor mundial de amendoim (2,4 milhões de toneladas), perdendo somente para China e Índia;
- Foram o maior produtor mundial de amêndoa (1,8 milhões de toneladas);
- Foram o 2º maior produtor mundial de morango (1,3 milhões de toneladas), perdendo somente para a China;
- Foram o 10º maior produtor mundial de aveia (814 mil toneladas);
- Foram o 8º maior produtor mundial de limão (812 mil toneladas);
- Foram o 3º maior produtor mundial de pera (730 mil toneladas), perdendo somente para China e Itália;
- Foram o 3º maior produtor mundial de ervilha verde (722 mil toneladas), perdendo somente para China e Índia;
- Foram o 6º maior produtor mundial de pêssego (700 mil toneladas);
- Foram o 2º maior produtor mundial de noz (613 mil toneladas), perdendo somente para a China;
- Foram o 2º maior produtor mundial de pistache (447 mil toneladas), perdendo somente para o Irã;
- Foram o 3º maior produtor mundial de lentilha (381 mil toneladas), perdendo somente para Canadá e Índia;
- Foram o 2º maior produtor mundial de espinafre (384 mil toneladas), perdendo somente para a China;
- Foram o 4º maior produtor mundial de ameixa (368 mil toneladas), perdendo somente para China, Romênia e Sérvia;
- Foram o 4º maior produtor mundial de tabaco (241 mil toneladas), perdendo somente para China, Brasil e Índia;
- Produziram 3,6 milhões de toneladas de alface e chicória;
- Produziram 3,3 milhões de toneladas de cevada;
- Produziram 1,7 milhões de toneladas de feijão;
- Produziram 1,7 milhões de toneladas de melancia;
- Produziram 1,6 milhões de toneladas de colza;
- Produziram 1,5 milhões de toneladas de cenoura;
- Produziram 1,2 milhões de toneladas de couve-flor e brócolis;
- Produziram 960 mil toneladas de girassol;
- Produziram 804 mil toneladas de tangerina;

Além de produções menores de outros produtos agrícolas, como melão (872 mil toneladas), abóbora (683 mil toneladas), grapefruit (558 mil toneladas), cranberry (404 mil toneladas), cereja (312 mil toneladas), blueberry (255 mil toneladas), centeio (214 mil toneladas), azeitona (138 mil toneladas), etc.

### Pecuária
Na pecuária, os Estados Unidos foram, em 2019, o maior produtor mundial de carne bovina, com uma produção de 12,3 milhões de toneladas; o maior produtor mundial de carne de frango, com uma produção de 20,1 milhões de toneladas; o maior produtor mundial de leite de vaca, com uma produção de 99 bilhões de litros; o 2º maior produtor mundial de carne suína (só perdendo para a China), com uma produção de 12,5 milhões de toneladas; o 6º maior produtor mundial de mel, com uma produção de 71,1 mil toneladas, entre outros.
Os EUA possuem o segundo maior rebanho de gado bovino comercial do mundo, atrás somente do Brasil (209,1 milhões de cabeças de gado, sendo que a Índia possua um rebanho de 187,3 milhões de animais (a Índia possui a segunda maior população bovina do mundo, embora por motivos religiosos este gado não é utilizado para fins comerciais). Os Estados Unidos possuem aproximadamente 116,8 milhões de cabeças de gado bovino. Além disso, o país possui também grandes rebanhos suínos (aproximadamente 55 milhões de cabeças) e ovinos (38 milhões de cabeças). Galinhas e outros aviários são criados nos Estados do centro-sul e do sul do país. A indústria pecuária do país produz no geral mais alimentos do que o necessário para atender à demanda nacional - sendo o excesso exportado - embora nos últimos anos o país a demanda por carne e leite bovino nos Estados Unidos tenha superado a oferta, e o país tenha importado grandes quantidades de carne bovina e de gado canadense.
Embora a prática da criação de gado espalhe-se por todo país, esta indústria está concentrada no sudoeste e no centro-norte do país. As regiões central e ocidental dos Estados Unidos também possuem grandes rebanhos. O Estado de Texas possui o maior rebanho de gado no país. Outros Estados que possuem grandes rebanhos de gado são Montana, Colorado, Califórnia e Nevada.
A indústria pecuária americana tem enfrentado nas últimas décadas problemas meteorológicos com a seca. Isto fez com que a população do gado americano caísse gradualmente nas últimas décadas. Devido ao alto consumo de carne bovina no país, os Estados Unidos passaram a importar carne e gado do Canadá, de Alberta e de Ontário, para tentar minimizar o problema da diminuição populacional dos rebanhos de gado americano.

### Pesca
Os Estados Unidos produzem anualmente mais de cinco milhões de toneladas de peixes e outros animais e vegetais marinhos e fluviais. O valor estimado destes produtos é de 3,4 bilhões de dólares. A maior parte da pesca é realizada no Oceano Pacífico, embora a indústria da pesca também seja considerável no Golfo do México e no Oceano Atlântico. Outros locais onde a indústria possui importância razoável são em pequenas cidades ao longo do Rio Mississippi-Missouri, e nos Grandes Lagos.
O Estado americano de Alasca é o maior produtor de peixes e outros animais e vegetais marinhos, onde a pesca é uma das principais fontes de renda. A pesca também possui alguma importância razoável em Washington, Louisiana, Vermont e Maine. Considerando-se apenas o peso e o valor total dos produtos produzidos pela indústria, são Luisiana, Massachusetts, Texas, Maine, Washington, Flórida e Virgínia os principais produtores, organizados em ordem decrescente de pesca.
A indústria da pesca dos Estados Unidos é a quinta maior do mundo, atrás da China, Peru, Chile e Japão, em ordem decrescente de peso total dos produtos pescados. Apesar disso, a indústria da pesca possui, em geral, pouca importância para a economia do país, respondendo por 0,02% do PIB nacional. Cerca de 150 mil pessoas trabalham como pescadores regulares, isto é, fazem da pesca sua profissão.

### Silvicultura
Aproximadamente 30% do país é coberto por florestas. Graças à demanda nacional por produtos de madeira e derivados, a indústria de silvicultura dos Estados Unidos é uma das maiores do mundo. Um terço da madeira produzida no país vêm do noroeste americano, que é a maior região produtora de madeira dos Estados Unidos. Washington é o maior produtor de madeira no país. Já os Estados americanos onde os Apalaches estão localizados abrigam grandes florestas cuja madeira das árvores é de grande qualidade.
Apesar das grandes reservas florestais, o grande consumo de madeira no país, ao longo da história americana, fez com que estas reservas lentamente diminuíssem, ao mesmo tempo em que o desmatamento crescia gradualmente, por causa do gradual aumento da demanda. A partir do século XIX, para diminuir e estabilizar este problema, os americanos passaram a importar madeira, bem como produtos de madeira e derivados, do Canadá. A madeira canadense atualmente responde por aproximadamente 18% de toda a madeira usada nos Estados Unidos. Esta madeira é importada em sua maior parte das províncias canadenses de Colúmbia Britânica, Quebec, Ontário e do Novo Brunswick. Os Estados Unidos são o maior importador de madeira do mundo.

## Setor secundário

### Manufatura

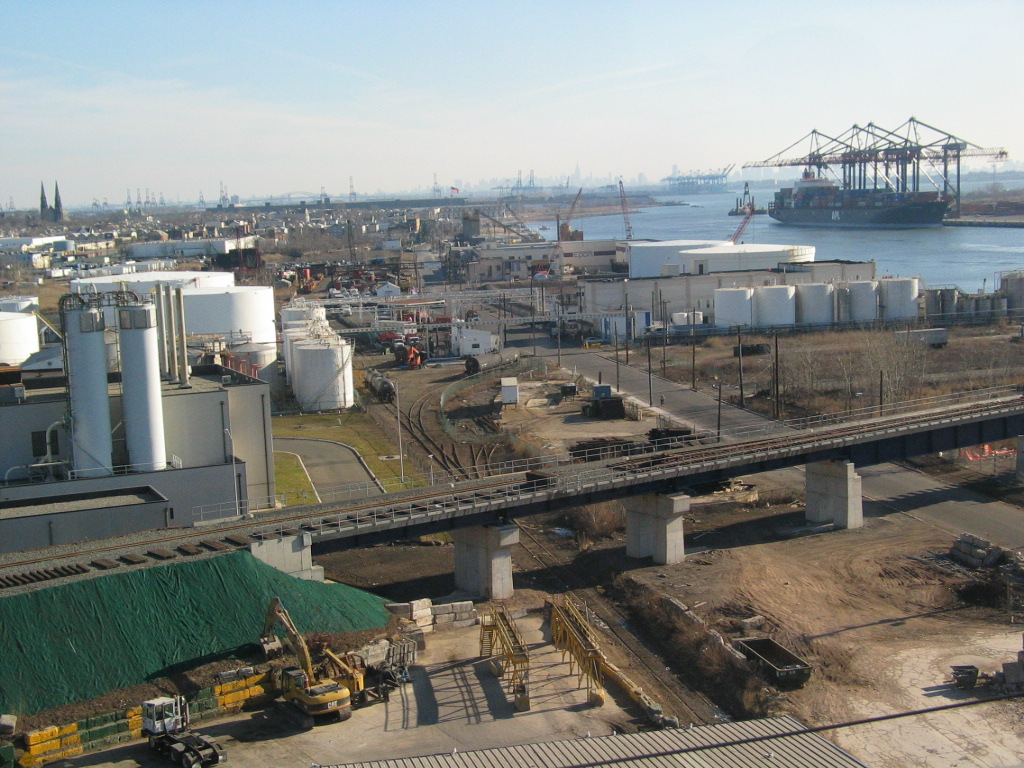
Parque industrial em Elizabeth, Nova Jérsei.

O Banco Mundial lista os principais países produtores a cada ano, com base no valor total da produção. Pela lista de 2019, os Estados Unidos tem a 2ª indústria mais valiosa do mundo (US $ 2,3 trilhões), atrás apenas da China.
A indústria de manufaturação dos Estados Unidos é a maior do mundo. As fábricas americanas produzem grandes quantidades tanto de produtos industriais - produtos que são usados por outras fábricas para a fabricação de outros produtos - e de produtos de consumo - produtos cujo destino final é o consumidor. O valor total dos produtos fabricados no país é de mais de 1,9 trilhão de dólares.
A indústria de manufaturação está concentrada nos estados da região central e da região nordeste dos Estados Unidos. Atualmente, o crescimento industrial está concentrado no sul do país - especialmente no sudoeste americano. A Califórnia é o estado americano que mais fabrica produtos manufaturados nos Estados Unidos - tanto em número de produto quanto ao valor econômico total destes produtos. Em seguida, em ordem decrescente, vêm Texas, Ohio, Illinois, Michigan, Pensilvânia, Carolina do Norte e Nova Iorque.
Os principais produtos fabricados nos Estados Unidos são computadores e softwares, produtos eletrônicos, equipamentos de transporte (aviões, veículos motorizados, trens e navios), produtos químicos (fertilizantes, remédios), alimentos, maquinário industrial, produtos de metal, produtos de plástico, siderurgia, material impresso, petróleo e derivados e móveis.

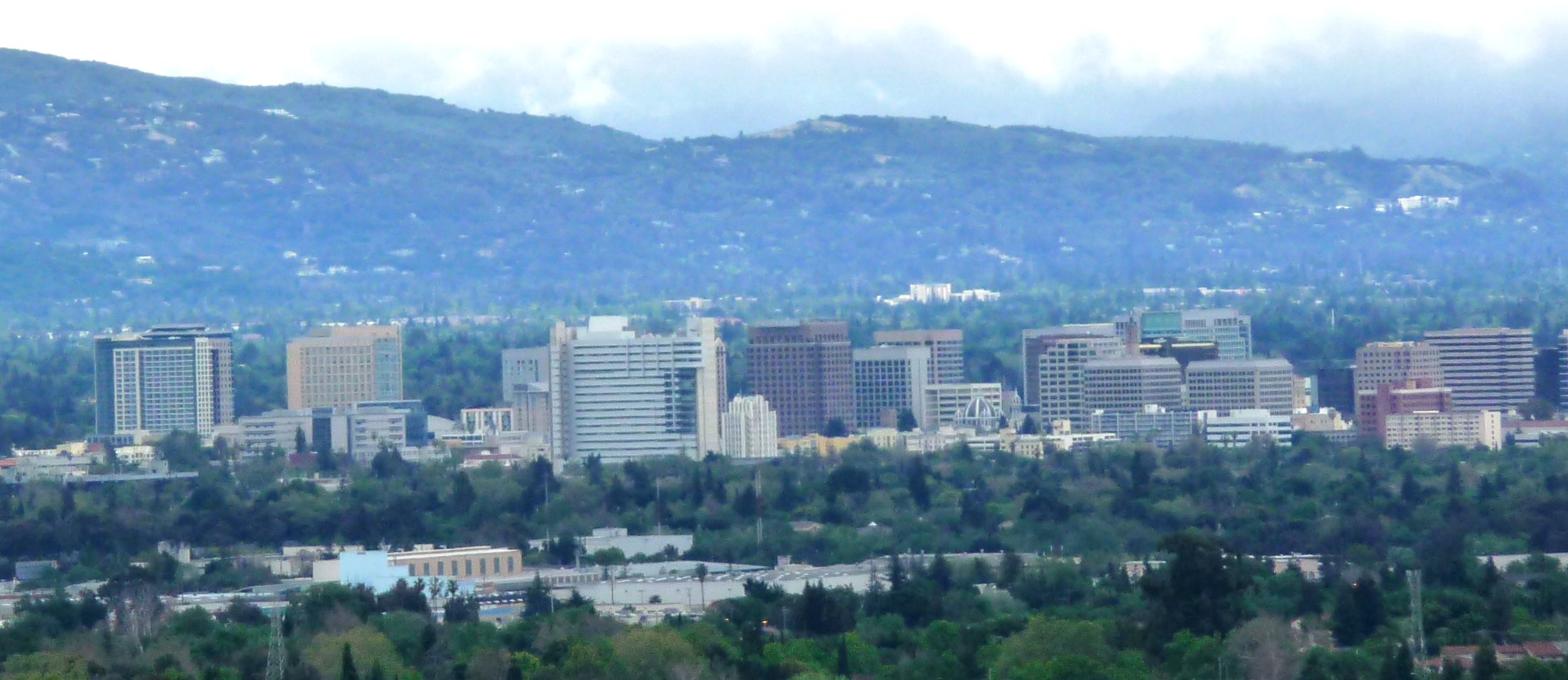
San Jose, a capital do Vale do Silício, na Califórnia.

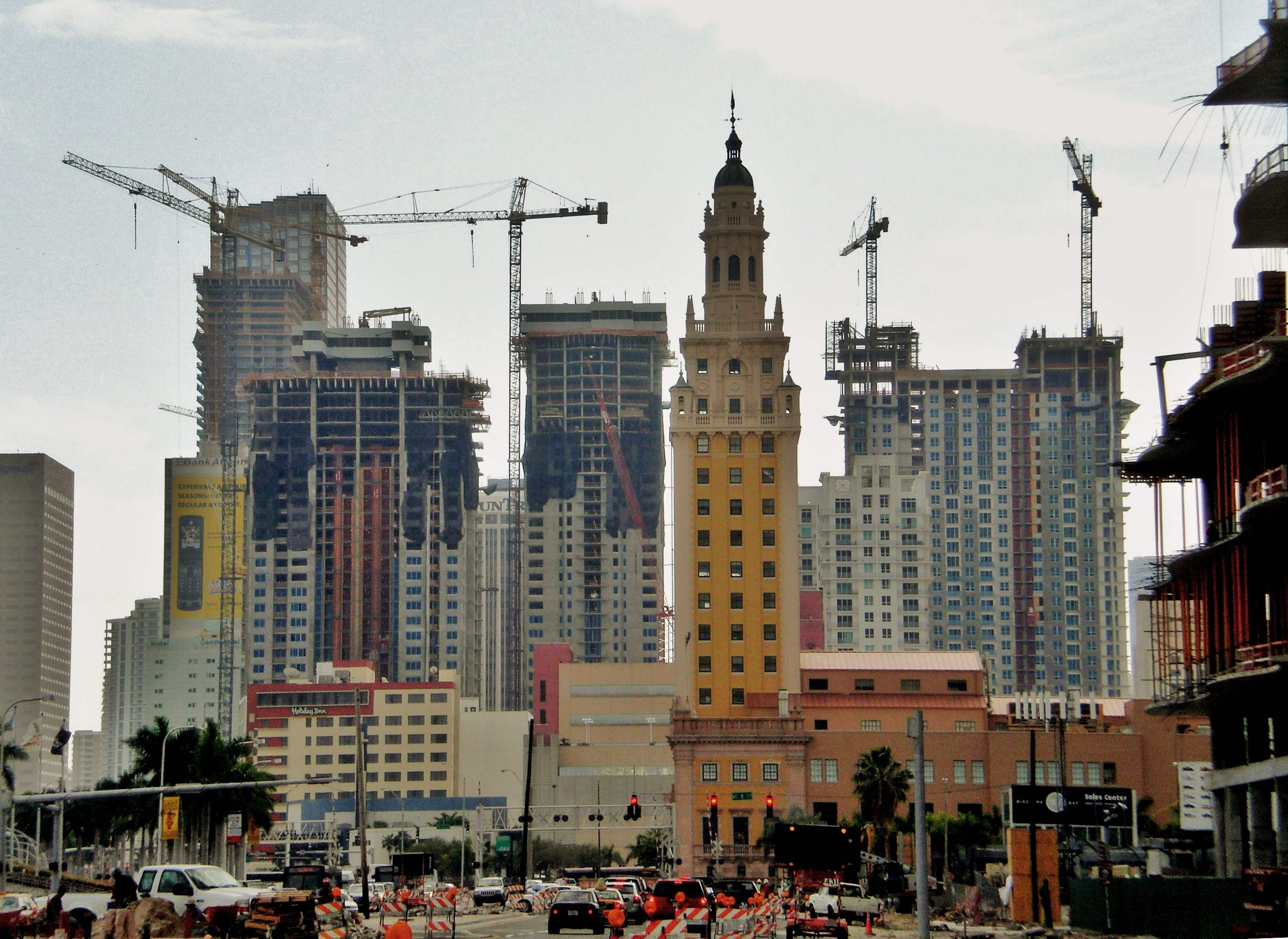
Ritmo intenso na construção de edifícios em Miami, Flórida.

A região central dos Estados Unidos é uma grande produtora de ferro e aço, veículos motorizados e maquinário industrial. Detroit é a capital da indústria automobilística dos Estados Unidos. A indústria siderúrgica americana é a maior do mundo - embora em frente a forte concorrência da indústria siderúrgica de outros países tais como o Brasil, o Canadá e a África do Sul. A indústria siderúrgica americana está sediada em Pittsburgh e em Cincinnati. Em 2019, os Estados Unidos eram o 2º maior produtor de veículos do mundo (10,8 milhões) e o 4º maior produtor de aço (87,9 milhões de toneladas).
A região nordeste dos Estados Unidos é, por sua vez, grande produtora de roupas e tecidos, alimentos industrializados, material impresso e de equipamentos eletrônicos. Por sua vez, petróleo e derivados são produzidos no Texas, bem como outros estados à beira do Golfo do México. O oeste americano é sede da indústria de alta tecnologia americana. Na Califórnia, localiza-se o famoso Vale do Silício, onde são desenvolvidas e produzidas computadores e softwares em geral. Outro grande pólo da indústria de alta tecnologia é Pittsburgh, um dos principais pólos da indústria robótica e de biotecnologia do mundo.
Os Estados Unidos também são um dos 5 maiores produtores mundiais de vinho (foi o 4º maior produtor mundial em 2018), principalmente na área da Califórnia.
Atlanta, Dallas, Seattle e Wichita são grandes centros da indústria aeroespacial. A maioria das fábricas da Boeing - a maior empresa fabricadora de aviões em geral do mundo - localizam-se em Seattle.
Até a década de 1980, a maioria dos produtos americanos eram produzidos no país por companhias americanas. A partir de então, para reduzir custos operacionais, várias companhias passaram a comprar matéria-prima ou certos componentes de outros países. Outros passaram a produzir componentes de produtos em outros países. E outras empresas passaram a produzir de vez todos os seus produtos no estrangeiro. Estes produtos incluem roupas, eletrônicos, computadores, móveis e brinquedos. Componentes ou produtos são produzidos na China, Coréia do Sul, Malásia, México e Taiwan.
Destaca-se em todo o seu parque industrial, a indústria de armamentos, exatamente pela demanda destes equipamentos ser proporcional ao tamanho de seu orçamento de defesa, o maior do mundo. São produtores de toda a espécie de armamentos, desde armas leves, veículos, aviões e navios de guerra, etc..

### Construção
A indústria de construção consiste na construção e manutenção de estruturas tais como arranha-céus, casas, prédios, vias públicas e torres. Por ser uma indústria indispensável, está espalhada em todo o país. Mas esta indústria é mais forte na Califórnia (especialmente Los Angeles e San Francisco), Texas (Dallas e Houston), Illinois (Chicago) e Nova Iorque (Cidade de Nova Iorque).

### Mineração
Os Estados Unidos é um país grande. Como tal, possui grandes e vários depósitos de numerosos recursos naturais dentro de seus limites territoriais. O valor dos recursos naturais minerados ou extraídos nos Estados Unidos é o segundo mais alto do mundo - somente atrás da Rússia. Embora somente a mineração por si componha apenas uma pequena parcela do PIB (4%) e do número de trabalhadores empregados (0,5%), a mineração é um fator-chave em outros setores da economia americana - especialmente a indústria de manufaturação.
- Os principais recursos naturais extraídos nos Estados Unidos são petróleo, gás natural e carvão. O país é o terceiro maior produtor de petróleo do mundo, perdendo apenas para a Rússia e a Arábia Saudita. Os Estados Unidos também é o segundo maior produtor de gás natural do mundo, perdendo apenas para a Rússia. A demanda destes dois produtos, porém, é mais alta do que a quantidade extraída destes produtos. Por isso, os Estados Unidos são obrigados a importar petróleo e gás natural, para atender à sua grande demanda, que é a maior do mundo. Os Estados Unidos importam petróleo do Canadá e da Arábia Saudita, gás natural do Canadá e da Rússia. Os Estados Unidos também é o segundo maior produtor mundial de carvão, atrás somente da China. O carvão é usado em usinas produtoras de eletricidade, que usam o carvão como combustível, ou pela indústria siderúrgica do país.

O petróleo e o gás natural são extraídos em Texas, Alasca, Oklahoma e Califórnia, e o carvão é extraído em Wyoming, Virgínia Ocidental, Kentucky e na Pensilvânia. Os Estados Unidos produzem 23% do gás natural, 21% do petróleo e 21% do carvão produzido anualmente no mundo inteiro.
Em 2019, o país era o 4º produtor mundial de ouro; 5º maior produtor mundial de cobre; 5º produtor mundial de platina; 10º produtor mundial de prata; 2º maior produtor mundial de rênio; 2º maior produtor mundial de enxofre; 3º maior produtor mundial de fosfato; 3º maior produtor mundial de molibdênio; 4º maior produtor mundial de chumbo; 4º maior produtor mundial de zinco; 5º produtor mundial de vanádio; 9º maior produtor mundial de minério de ferro; 9º maior produtor mundial de potash (um mineral que contém potássio e é usado como fertilizante); 12º maior produtor mundial de cobalto; 13º maior produtor mundial de titânio; maior produtor mundial de gipsita; 2º maior produtor mundial de cianite; 2º maior produtor mundial de calcário; além de ser o 2º maior produtor mundial de sal. Era o 10º maior produtor do mundo de urânio em 2018.

## Setor terciário

### Turismo
O turismo é uma das principais fontes de renda dos Estados Unidos. Estima-se que o número de turistas domésticos - isto é, turistas de um dado país que visitam outro lugar neste mesmo dado país - esteja em torno de 1,5 bilhão anualmente.
Os Estados Unidos são o terceiro país mais visitado por turistas estrangeiros. Só perde para a Espanha e para a França. Em 2018, foram 79,6 milhões de turistas internacionais. É o país que mais recebe receitas vindas do turismo: foram US $ 214,4 bilhões neste ano. Dos turistas que o país recebe, cerca de oito milhões vêm do Canadá e sete milhões do México. Gastos realizados por turistas canadenses nos Estados Unidos são de aproximadamente 6,2 bilhões de dólares, e os gastos realizados por turistas mexicanos, de cinco bilhões. Outros turistas internacionais vêm da Europa, Japão, Caribe, China, Brasil e Argentina. Turistas internacionais - excluindo-se os canadenses e os mexicanos - somam 50 milhões anualmente.
Cerca de 350 áreas nos Estados Unidos são parques nacionais ou sítios históricos. Estes sítios são administrados pela National Park Service. Estes parques e sítios atenderam a cerca de 287 milhões de turistas - domésticos ou estrangeiros. Alguns polos turísticos americanos incluem Nova Iorque, Los Angeles, Miami, Orlando, San Francisco, Honolulu, Filadélfia e Chicago.

### Finanças

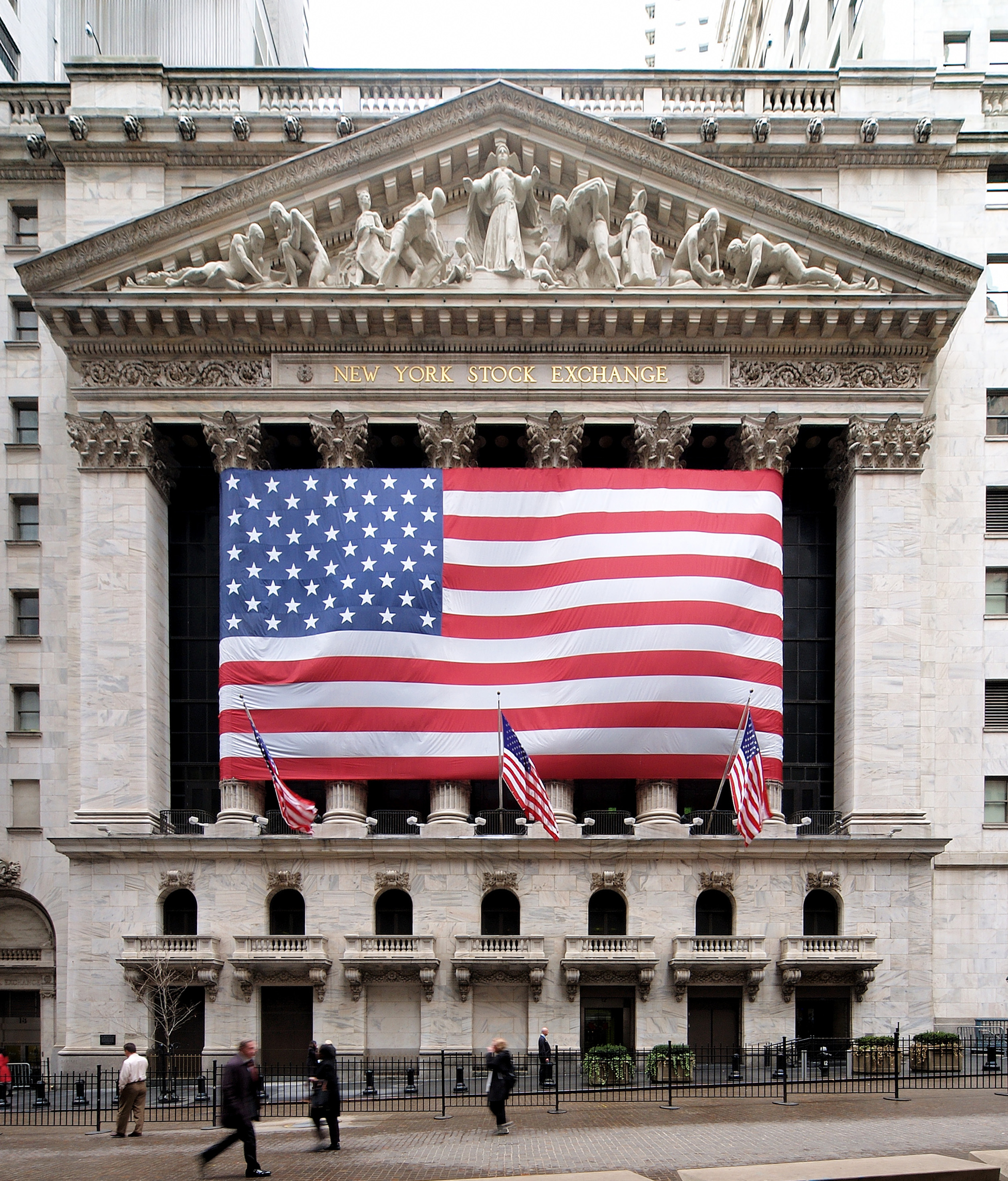
Wall Street em Nova York, sede da New York Stock Exchange.

Os Estados Unidos são o maior polo financeiro do mundo. Existem cerca de 800 mil instituições financeiras. Aqui, estão inclusas bancos, seguradoras e imobiliárias. O setor financeiro emprega mais de 13 milhões de pessoas nos Estados Unidos - 7,8% da força de trabalho nacional - e é responsável por cerca de 19% do PIB nacional.
Existem cerca de 10 250 empresas financeiras nos Estados Unidos, mais 1,7 mil empresas de poupança e empréstimo, que são direcionadas primariamente para o financiamento da aquisição da casa própria. O número destas empresas está em declínio nos últimos anos, por causa de falências, compras e fusões, enquanto o número de centros bancários continua a aumentar. No total, são mais de 87 mil centros bancários. O total das poupanças e outras redes de crédito somadas dos bancos americanos é de 5,5 trilhões de dólares. As inúmeras empresas financeiras americanas estão sediadas em diferentes cidades espalhadas pelo país. Nova Iorque, Chicago, Houston, Los Angeles, San Francisco e Filadélfia destacam-se como os principais centros financeiros do país. Nova Iorque é o maior centro financeiro do mundo, e Chicago e Los Angeles estão entre os maiores do mundo.
Várias cidades nos Estados Unidos dispõem de bolsa de valores. Nova Iorque e Chicago possuem três bolsas de valores cada. A NYSE e a NASDAQ, sediadas em Nova Iorque, são as mais influentes bolsas de valores do mundo. Outras bolsas de valores podem ser encontradas em Los Angeles, San Francisco, Dallas, Houston, Filadélfia e Boston.

### Transportes e telecomunicações

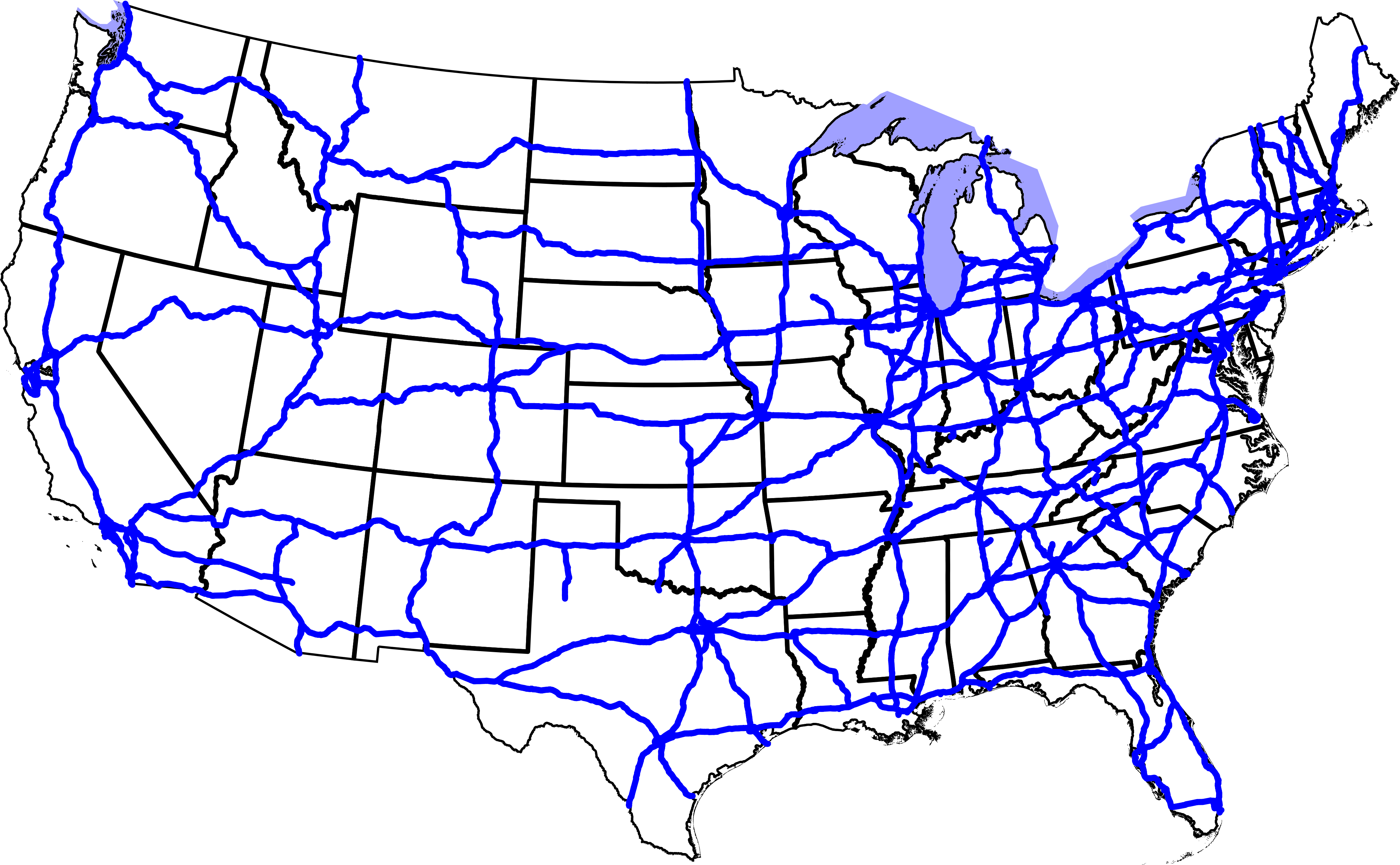
O Interstate Highway System, a maior rede de rodovias expressas do planeta.

Os Estados Unidos possuem uma extensiva malha rodoviária, ferroviária e hidroviária. De fato, a quilometragem destas malhas são as maiores do mundo em suas respectivas categoria. Existem cerca de 75 mil quilômetros de rodovias e vias expressas de alta capacidade. Para cada 100 habitantes, existem cerca de 75 carros. Enquanto isto, caminhões transportam cerca de um quarto de toda a carga transportada no país.
Trens transportam cerca de 35% de toda a carga transportada no país, enquanto respondem por apenas 1% dos passageiros movimentados. O contrário acontece com as linhas aéreas americanas, que transportam 18% dos passageiros mas menos de 1% da carga no país. O mercado norte americano de passageiros no setor aéreo é a maior do mundo. Chicago, Atlanta, Los Angeles, Dallas, Nova Iorque, San Francisco e Orlando destacam-se como grandes centros aeroportuários.
Cerca de 15% de toda a carga transportada no país é transportada via hidrovias como rios e lagos, além de mares e oceanos. Los Angeles, Nova Iorque, Filadélfia, San Francisco, New Orleans, Miami e Houston destacam-se como grandes centros portuários. O porto mais movimentado do país por número de navios atendidos é o de New Orleans, enquanto o porto mais movimentado segundo tonelagem de carga é o de Los Angeles.
São publicadas diariamente no Estados Unidos cerca de 60 milhões de jornais. No país, são publicados milhares de jornais diários ou semanais. Existem também no país milhares de estações de rádio e televisão. Praticamente toda residência americana possui um rádio, e a grande maioria possui uma televisão.

### Energia

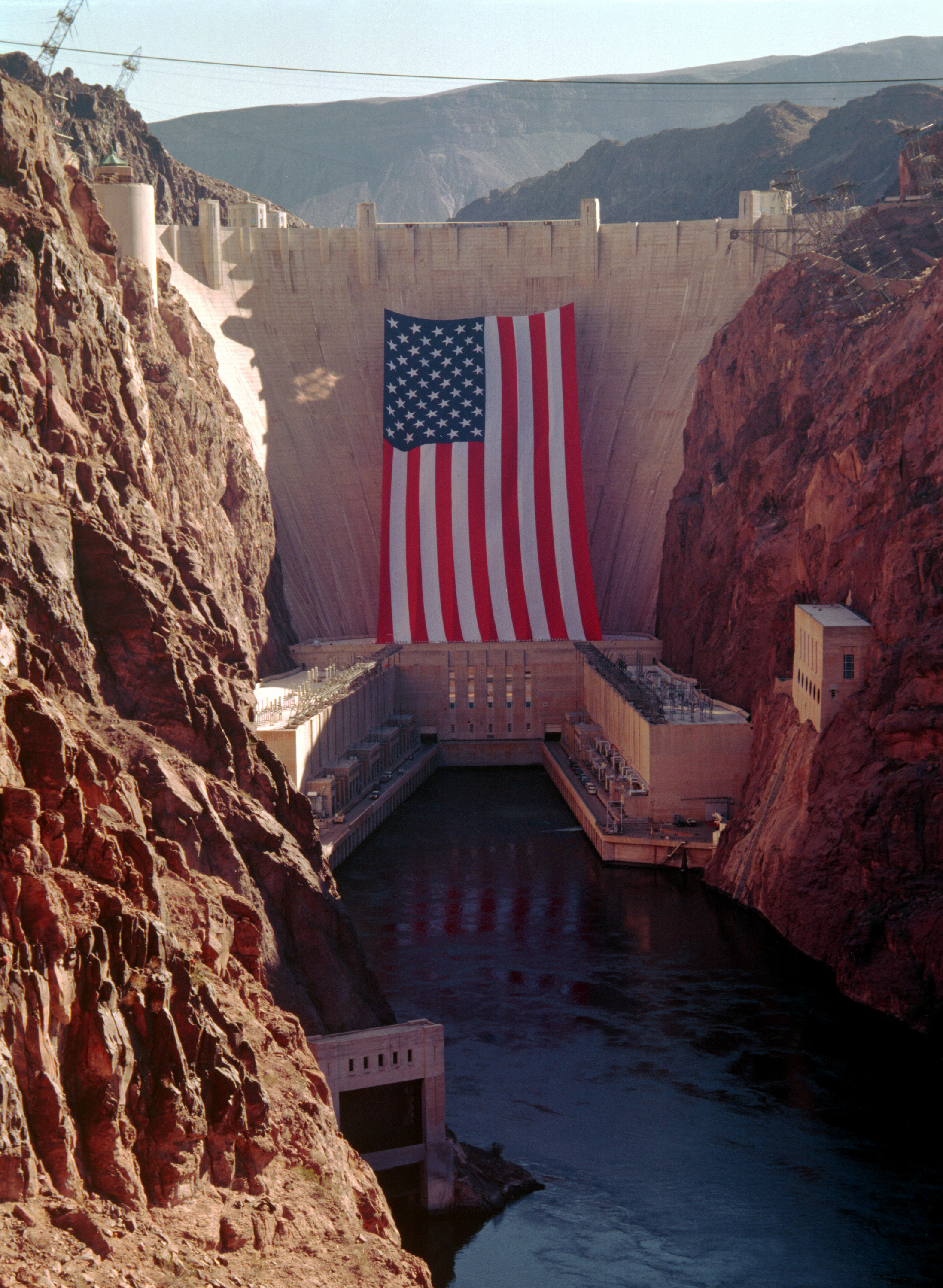
Represa Hoover.

Nas energias não-renováveis, em 2020, o país era o maior produtor de petróleo do mundo, extraindo 11,3 milhões de barris/dia. Em 2019, o país consumia 19,4 milhões de barris/dia. O país foi o 2º maior importador de petróleo do mundo em 2018 (7,9 milhões de barris/dia). Em 2015, os Estados Unidos também eram o maior produtor mundial de gás natural, 766,2 bilhões de m³ ao ano. Na produção de carvão, o país foi o 2º maior do mundo em 2018: 702,3 milhões de toneladas, atrás apenas da China. Os Estados Unidos também são o país que mais possui usinas atômicas em seu território: em 2019 haviam 95 usinas, com uma potência instalada de 97,1 GW.
Nas energias renováveis, em 2020, os Estados Unidos eram o 2º maior produtor de energia eólica do mundo, com 117,7 GW de potência instalada; o 2º maior produtor de energia solar do mundo, com 75,5 GW de potência instalada (em ambos, atrás apenas da China); e em 2014 era o 4º maior produtor de energia hidroelétrica do mundo (atrás da China, do Brasil e do Canadá) com uma potência instalada de 102 GW.
Os Estados Unidos são os maiores produtores e consumidores de energia elétrica do mundo. O país consome cerca de um quarto de toda a energia elétrica produzida anualmente no mundo inteiro - apesar de concentrar apenas 5% da população mundial. O consumo de energia elétrica per capita do Estados Unidos é a segunda mais alta do mundo, atrás somente do Canadá. Combustíveis fósseis geram no total 39% da eletricidade produzida nos Estados Unidos. O carvão gera 57% da eletricidade consumida no país, o gás natural gera 9%, e petróleo gera 2%. O extensivo uso de combustíveis fósseis como combustível para geração de eletricidade, aliado à maior frota automobilística em atividade do planeta, fazem com que o Estados Unidos seja responsável sozinho por um quinto de toda a emissão de gases provocadores do efeito estufa.
Outras fontes de energia são usinas hidrelétricas, que geram 20% da eletricidade produzida no país, e usinas nucleares, que geram 9% da eletricidade produzida no país. Apesar de ser a maior produtora de eletricidade do mundo, tendo gerado mais de 3,839 trilhões de quilowatts em 2002, a produção de eletricidade doméstica não é suficiente para atender à grande demanda nacional, de mais de quatro trilhões de quilowatts. Os Estados Unidos importa o restante da eletricidade necessária do Canadá.

## Renda e desenvolvimento humano
De acordo com o United States Census Bureau, a renda familiar média bruta americana em 2010 foi de 49 445 dólares. A média variou de 64 308 dólares entre famílias asiáticas-americanas a $ 32 068 entre os lares de afro-americanos. Usando a paridade do poder de compra das taxas de câmbio, a média geral é semelhante ao grupo do mais ricos países desenvolvidos. Depois de uma diminuição acentuada durante a metade do século XX, a taxa de pobreza estabilizou-se desde os anos 1970, sendo que há entre 11 e 15% norte-americanos abaixo da linha da pobreza todos os anos e cerca de 58,5% deles passam pelo menos um ano em situação de pobreza entre as idades de 25 e 75 anos. Em 2010, 46,2 milhões de americanos viviam na pobreza, número que subiu pelo quarto ano consecutivo.

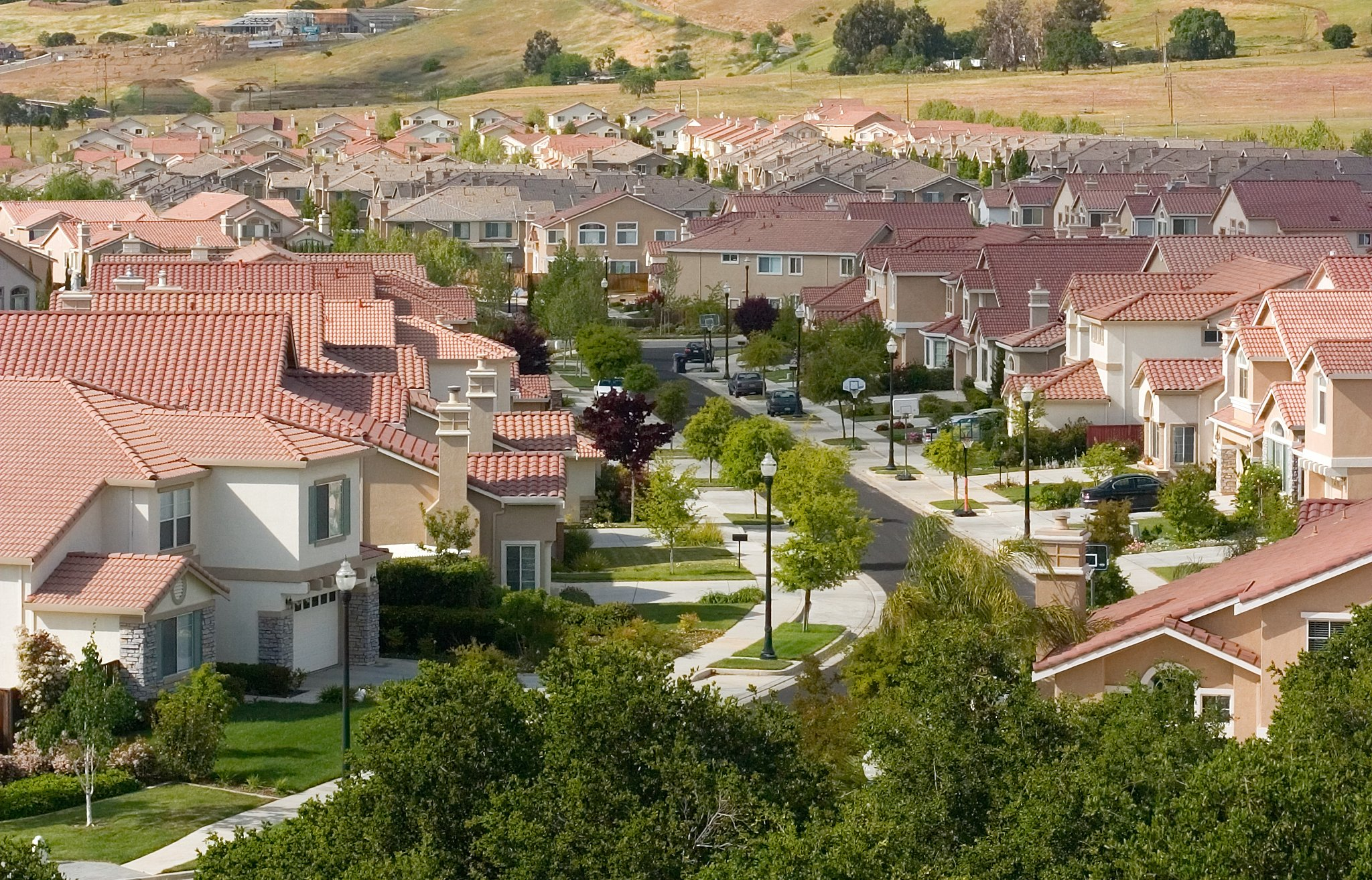
Subúrbio de classe média em São José, Califórnia

O Estado de bem-estar social dos Estados Unidos é um dos menos extensos do mundo desenvolvido, o que diminui a sua capacidade de reduzir a  pobreza relativa e absoluta consideravelmente menos do que a média para os países ricos, embora os gastos sociais per capita públicos e privados combinados sejam relativamente altos. Enquanto o Estado de bem-estar americano reduza eficazmente a pobreza entre os idosos, presta relativamente pouca assistência para os mais jovens. Um estudo de 2007 da UNICEF sobre o bem-estar infantil em vinte e uma nações industrializadas classificou os Estados Unidos em penúltimo lugar.
Entre 1947 e 1979, a renda média real aumentou em mais de 80% para todas as classes sociais, com a renda dos americanos mais pobres crescendo mais rapidamente do que a dos mais ricos. No entanto, o aumento da renda, desde então, têm sido mais lento, menos amplamente compartilhados e acompanhado pelo aumento da insegurança econômica. A renda familiar média aumentou para todas as classes, desde 1980, mas o crescimento tem sido fortemente inclinado em direção ao topo. Por conseguinte, a parcela da renda do 1% do topo - 21,8% da renda total reportada em 2005 - mais do que duplicou desde 1980, deixando o Estados Unidos com a maior desigualdade de renda entre as nações desenvolvidas. Os 1% mais ricos pagam 27,6% de todos os impostos federais, enquanto os 10% mais ricos pagam 54,7%. A riqueza, como renda, é altamente concentrada: os 10% mais ricos da população adulta possuem 69,8% da riqueza doméstica do país, a segunda maior participação entre as nações desenvolvidas. Os 1% mais  ricos possuem 33,4% da riqueza líquida.

## Comércio exterior
Em 2020, o país foi o 2º maior exportador do mundo (US $ 1,64 trilhões, 8,8% do total mundial). Na soma de bens e serviços exportados, chega a US $ 2,49 trilhões, perdendo por pouco para a China, que exportou US $ 2,64 trilhões. Já nas importações, em 2019, foi o maior importador do mundo: US $ 2,56 trilhões.

### Tratados comerciais
Os Estados Unidos, tendo uma das economias mais poderosas e influentes do mundo, possuem tratados comerciais com diversos países ao redor do mundo. Os Estados Unidos são um membro do NAFTA (Tratado de Livre Comércio da América do Norte), do qual o México e o Canadá fazem parte. O Canadá é o maior parceiro comercial dos Estados Unidos, seguido pela China e pelo México.
Os Estados Unidos fazem parte da Cooperação Econômica da Ásia e do Pacífico, um bloco econômico que tem por objetivo transformar a região do Pacífico em uma área de livre comércio e que engloba países da Ásia, América e da Oceania. O país faz parte da G7, grupo político-econômico que reúne os sete países mais poderosos economicamente do mundo mais a Rússia (Foi expulsa em 2014 apos ter anexado a Crimeia).
É importante ressaltar também, que o Estados Unidos tem hoje a maior dívida externa pública do mundo. Tem o maior PIB, entretanto, ironicamente tem o maior déficit econômico também.

### Balança comercial deficitária
Outro problema que preocupa o país é a realização necessária de importar de minérios para garantir a manutenção de sua economia que está sempre se desenvolvendo. Os Estados Unidos são importadores de mais de 15% do petróleo, 20% do cobre e do tungstênio, 50% do zinco e de bastante manganês e demais minerais que são consumidos.
O colosso é a principal característica econômica da produção mineral dos Estados Unidos mas também do consumo, e o requisito para que ela seja mantida é implantar empresas norte-americanas na quase totalidade da esfera global, a fim de serem obtidas matérias-primas baratas. Sendo atuante não somente na economia, essas empresas muitas vezes são interferentes na organização dos países onde se instalaram, defendendo os interesses norte-americanos.
Durante décadas — em especial depois da Segunda Guerra Mundial —, empresas transnacionais norte-americanas como Coca-Cola, McDonalds, Ford, Exxon Mobil, Walmart, Chevron e General Motors, e órgãos de auxílio à instrução e à pesquisa como a Wikimedia Foundation (entidade filantrópica da qual a Wikipédia é a principal ferramenta educacional mais importante da Internet mundial), a Biblioteca do Congresso e a Universidade de Harvard, assim como as demais instituições, foram transformadas em centrais que combatem de verdade a ideias que incitam o ódio e o preconceito contra os Estados Unidos, sendo infiltrados em órgãos de comunicação, associações de ensino e até mesmo entidades governamentais.
Outra séria dificuldade prejudicial à economia é a desequilibrada balança comercial norte-americana. Como a economia dos Estados Unidos é complexa e as demais nações, em especial o Japão, avançam constantemente, a tendência do seu mercado é a absorção da maioria dos produtos estrangeiros, nos quais percebe-se a entrada de preços de maior competitividade. Por esse motivo, os Estados Unidos são possuidores de uma grande dívida externa e é possível que os produtos nacionais concorrentes com produtos de importação sejam ameaçadores ao nível de emprego de sua população.
Sendo procurada uma forma de adaptação aos novos requisitos globais para formar conjuntos de países que tenham as mesmas finalidades econômicas. os três países da América do Norte deram início uma parceria pela qual é pretendido beneficiar à todas as pessoas.